# Vadodara Stock Exchange
Die Vadodara Stock Exchange (VSE) war eine nicht mehr bestehende Wertpapierbörse in der Stadt Vadodara und befindet sich vollständig im Besitz der indischen Regierung in Westindien. Sie wurde 1990 in Vadodara gegründet. Sie ist neben Ahmedabad die einzige bestehende Börse im Bundesstaat Gujarat.

## Geschichte
Nach bescheidenen Anfängen im Jahr 1986 mit 150 Mitgliedern wurde die Vadodara Stock Brokers' Association am 22. Januar 1990 als Vadodara Stock Exchange Limited gegründet. Bis 1999 zählte die Börse insgesamt 321 Makler, davon 65 Unternehmensmakler, 253 Einzelmakler und drei Personengesellschaften. Zu diesem Zeitpunkt waren nur 85 Untermakler registriert.